# Teobaldo de Provins
Teobaldo de Provins, O.S.B. Cam. (em francês:  Saint Thibaut, Thibault, Thiébaut) (1033–1066) foi um eremita e santo francês. Ele nasceu em Provins na nobreza francesa, sendo seu pai Arnoul, conde de Champagne.  Ele recebeu o nome de seu tio, Teobaldo de Vienne, também considerado um santo.
Quando jovem, Teobaldo admirava a vida de eremitas como João Batista, Paulo de Tebas, Antônio Abade e Arsênio, o Grande. Ele visitaria um eremita local chamado Burchard, que vivia em uma ilha no Sena.
Teobaldo recusou-se a se casar ou a iniciar uma carreira no exército ou na corte. Quando a guerra eclodiu entre seu primo Eudo II, conde de Blois, e Conrado II, pela coroa da Borgonha, Teobaldo se recusou a liderar tropas para ajudar seu primo e convenceu seu pai a deixá-lo se tornar um eremita.
Teobaldo saiu de casa com um amigo chamado Walter para se tornar um eremita em Sussy nas Ardenas. Eles então viajaram para Pettingen, onde trabalharam como diaristas.
Os dois amigos tornaram-se peregrinos no Caminho de Santiago e depois voltaram para a Diocese de Trier. Em seguida, fizeram uma peregrinação a Roma e planejaram ir para a Terra Santa passando por Veneza. No entanto, Walter adoeceu perto de Sossano, perto de Vicenza, onde decidiram se estabelecer. Depois que Walter morreu, Teobaldo juntou-se a um grupo de eremitas que se reuniram na área sob a orientação do fundador dos Camaldulenses, São Romualdo. O bispo de Vicenza eventualmente ordenou Teobaldo sacerdote. Sua história, entretanto, foi logo descoberta e seus pais vieram visitá-lo.
A mãe de Teobaldo, Gisela, recebeu permissão do marido para ficar com o filho e tornou-se eremita perto deste local de retiro. Teobaldo morreu de uma doença em que a pele de cada membro estava coberta de manchas e úlceras.
Pouco antes de morrer, Teobaldo fez a profissão dos votos religiosos ao Prior de sua comunidade camaldulense, que fora convocado para esse fim quando se percebeu que Teobaldo estava perto da morte. 

## Veneração
Teobaldo morreu em Sossano em 30 de junho, agora seu dia de festa, em 1066 d.C. Suas relíquias foram traduzidas para um mosteiro perto de Sens, e depois para Auxerre, no Priorado de Saint-Thibault-en-Auxois, Côte-d'Or.

Teobaldo foi canonizado em 1073 pelo Papa Alexandre II. Numerosos milagres, alguns ocorrendo antes e alguns depois de sua morte, são relatados sobre ele. Seu culto é centrado em Provins e Saint-Thibault-en-Auxois, onde o priorado cluniaco tinha algumas de suas relíquias. Ele é o santo padroeiro dos carvoeiros.